# Le olimpiadi di Tokyo
Le olimpiadi di Tokyo (東京オリンピック, Tōkyō Orinpikku, noto anche col titolo Le olimpiadi di Tokio) è un film documentario del 1965 sulle olimpiadi di Tokyo del 1964, diretto da Kon Ichikawa.
Fu presentato fuori concorso al 18º Festival di Cannes.

## Trama
Partendo dall'accensione della fiamma olimpica e dal racconto della maestosa cerimonia di apertura, il film, sviluppandosi cronologicamente come gli altri film ufficiali sulle Olimpiadi, si conclude con la cronaca della gara di maratona (per la seconda volta consecutiva vinta dall'etiope Abebe Bikila, tradizionalmente gara conclusiva della rassegna olimpica) e le immagini della cerimonia di chiusura.

## Produzione
Ichikawa fu incaricato di girare il film sui Giochi olimpici di Tokyo quando Akira Kurosawa declinò l'offerta.